# Гизе, Вернер
Вернер Гизе (Werner Giese, 1923 год в Тильзите — 2003 год в Гамбурге) — офицер полиции Гамбурга, известный рассказчик шуток.

## Биография
Родился в Восточной Пруссии, в небольшом городе Тильзите. В конце Второй мировой войны сбежал в угольном вагоне из Восточной Пруссии в Гамбург. Во время наводнения в 1962 году офицер спас много людей, став в Гамбурге настоящей знаменитостью.
На радио Гизе попал в 1978 году, когда вёл для иллюстрированной газеты специальную полицейскую рубрику. Он начал в рамках мероприятия развлекать своих собеседников (в том числе Хайнца Дункхазе) историями из своей восточнопрусской родины. Наконец, Дункхазе инициировал проведение передачи с Гизе при Северогерманском радио. Эта передача стала настолько успешной, что позже потянула за собой также выпуск пластинки. Сатирический журнал «Титаник» характеризовал репертуар шуток полицейского чиновника как по большей части низкосортный, описывающий «пенсионеров и их метеоризм, важных лиц, которые идут с диареей к неврологу, пердящих школьных учителей и мочащихся учеников» . Кульминацией карьеры Гизе было его назначение в 1979 году на пост директора государственной полиции в Гамбурге. Эту должность он занимал до 1983 года.

## Дискография
- Erbarmung! Du, Lorbass, schläfst ja nicht. Vertell´chens aus Ostpreußen; Polydor 1979 (LP/MC)